# Fly in the Ointment
Fly in the Ointment es un EP lanzado tempranamente por AFI. Los tracks 1-3 fueron regrabados para Very Proud of Ya, y "Open Your Eyes" es la misma versión que aparece en el relanzamiento de Answer That and Stay Fashionable pero presenta diferentes tracks vocales y un mix diferente.
Fue lanzado el 13 de marzo de 1995 por Wedge Records.

## Canciones
1. "Theory Of Revolution" - 1:24
2. "Crop Tub" - 1:48
3. "Cruise Control" - 1:09
4. "Open Your Eyes [Circus Tents cover]" - 1:13

- Datos: Q1454915